# Carl Anderson (zpěvák)
Carlton Earl "Carl" Anderson (27. února 1945 Lynchburg – 23. února 2004 Los Angeles) byl americký zpěvák, filmový a divadelní herec. Proslavil se jako představitel Jidáše Iškariotského na Broadwayi a ve filmové verzi rockové opery Jesus Christ Superstar od Andrew Lloyd Webbera a Tima Rice.